# Миранд, Ив
Ив Миранд (фр. Yves Mirande; 8 мая 1876, Баньё, Мэн и Луара, Франция — 17 марта 1957, Париж, Франция) — французский драматург, сценарист и кинорежиссёр.

## Биография
После начала короткой карьеры в журналистике, затем в политике, Ив Миранд погрузился в театральный мир, став писать пьесы. Начиная со второй половины 1910-х годов он также написал многочисленные сценарии для кино, а в 1932 году дебютировал как режиссёр, поставив фильм «Чудесный день». С тех пор и до 1940 года включительно срежиссировал 10 кинолент, несколько из которых в соавторстве с Жоржем Лакомбом.

## Фильмография
Сценарист
- 1929 : Три голые девушки / "Trois jeunes filles nues
- 1930 : Зелёный спектр / "Le spectre vert
- 1930 : Супружеская кровать / "The Matrimonial Bed
- 1930 : Если бы император знал / "Si l’empereur savait ça
- 1930 : Олимпия / "Olympia
- 1931 : Восстание в тюрьме / "Révolte dans la prison
- 1931 : Шанс / La chance
- 1931 : Суета / "Tumultes
- 1931 : Октав / «Октава» (к/м)
- 1931 : Холост отец / "Le père célibataire
- 1932 : Ты будешь герцогиней / "Tu seras Duchesse
- 1932 : Нежданное знакомство / "Papa sans le savoir
- 1932 : Отличный день / "La merveilleuse journée
- 1932 : Чтобы жить счастливо / "Pour vivre heureux
- 1932 : Это так, Симон / "Simone est comme ça
- 1933 : Я тебе доверяю свою жену / "Je te ma confie femme
- 1934 : Шарлемань / "Charlemagne
- 1934 : Король Елисейских полей / Le roi des Champs-Élysées
- 1934 : Всадник Лафлер / "Le cavalier Lafleur
- 1934 : Какая смешная девочка / "Quelle drôle de gosse!
- 1935 : Тысячная купюра / "Le billet de mille
- 1935 : Принцесса Там-Там / "Princesse Tam-Tam
- 1935 : Веселые арены / "Arènes joyeuses
- 1935 : Баккара / "Baccara
- 1936 : Поезд удовольствий / "Train de plaisir
- 1936 : Пасть в золоте / "Une gueule en or
- 1936 : Семь мужчин, одна женщина / "Sept hommes, une femme
- 1936 : Все хорошо, мадам ла Маркиз / Le grand refrain
- 1936 : Менільмонтан / "Ménilmontant
- 1936 : Все хорошо, мадам маркиза / "Tout va très bien madame la marquise
- 1936 : Господа чиновники / "Messieurs les ronds de cuir
- 1937 : За нас двоих, мадам жизнь! / "À nous deux, madame la vie
- 1937 : Бальный блокнот / "Un carnet de bal
- 1938 : Четвёртый час утра / "Quatre heures du matin
- 1938 : Президент / "La présidente
- 1938 : Парижское кафе / "Café de Paris
- 1939 : За фасадом / "Derrière la façade
- 1939 : Смягчающие обстоятельства / "Circonstances atténuantes
- 1940 : Париж-Нью-Йорк / "Paris New-York
- 1940 : Их было 12 женщин "Elles étaient douze femmes
- 1940 : Мулен Руж / "Moulin Rouge
- 1941 : 40-й год / "L’an 40
- 1941 : Акробат / "L’acrobate
- 1941 : Поцелуи на завтрак / "Kisses for Breakfast
- 1941 : Странная Сюзи / "L'étrange Suzy
- 1941 : Это не я / "Ce n’est pas moi
- 1942 : Женщина, которую я любил сильнее всех / "La femme que j’ai le plus aimée
- 1942 : Добро пожаловать / "Soyez les bienvenus
- 1942 : К вашим распоряжениям, мадам / "À vos ordres, Madame
- 1942 : Благодетель / "Le bienfaiteur
- 1942 : Безделушки / "Les petits riens
- 1943 : Девушки ночью / "Des jeunes filles dans la nuit
- 1943 : Песня изгоя / "Le chant de l’exilé
- 1943 : Полковник Шабер / Le colonel Chabert
- 1945 : Тайна Сен-Валя / "Le mystère Saint-Val
- 1949 : Клетка для девочек / "La cage aux filles
- 1950 : Производитель хлеба / "La portatrice di pane
- 1954 : Это парижская жизнь / "c’est la vie parisienne
- 1954 : Две сироты / "Le due orfanelle

Режиссёр
- 1932 : Отличный день / "La merveilleuse journée
- 1935 : Баккара / "Baccara
- 1936 : Семь мужчин, одна женщина / "Sept hommes, une femme
- 1936 : Большой хор / "Le grand refrain
- 1936 : Господа чиновники / "Messieurs les ronds de cuir
- 1937 : За нас двоих, мадам жизнь! / "À nous deux, madame la vie
- 1938 : Парижское кафе / "Café de Paris
- 1939 : За фасадом / "Derrière la façade
- 1940 : Париж-Нью-Йорк / "Paris New-York
- 1940 : Мулен Руж / "Moulin Rouge

Продюсер
- 1933 : Я тебе доверяю свою жену / "Je te ma confie femme
- 1936 : Большой хор / "Le grand refrain

## Признание
| Год                                          | Категория                                   | Фильм                                      | Результат |
| -------------------------------------------- | ------------------------------------------- | ------------------------------------------ | --------- |
| "'Венецианский международный кинофестиваль"' |                                             |                                            |           |
| 1939                                         | Кубок Муссолини за лучший иностранный фильм | «За фасадом» (совместно с Жоржем Лакомбом) | Номинация |